# Einar Bjoerklund
Einar Bjoerklund (* 26. Juli 1939 in Stockholm) ist ein ehemaliger schwedischer Radrennfahrer und nationaler Meister im Radsport.

## Sportliche Laufbahn
Bjoerklund (auch Björklund) gewann einen nationalen Titel 1959, als er mit seinem Verein CK Stefaniterna Stockholm das Staffetenfahren gewann. In dieser Disziplin wurden in Schweden von 1946 bis 1973 Meister ermittelt. 1963 gewann er die Meisterschaft im Straßenrennen vor Jupp Ripfel. Er startete in der Internationalen Friedensfahrt 1964 in einer gemischten Mannschaft, in der Fahrer aus drei Kontinenten vertreten waren und deren Coach Ian Steel (Sieger der Rundfahrt 1952) war, schied aber vorzeitig aus dem Rennen aus. 1967 siegte beim Östgötaloppet, einem der ältesten Straßenrennen in Schweden.